# 요시프 글라스노비치
요시프 글라스노비치(크로아티아어: Josip Glasnović, 1983년 5월 7일~)는 크로아티아의 사격 선수이다. 올림픽에 3회 참가했고 2016년 하계 올림픽에서 남자 트랩 종목 금메달을 획득했다.

## 경력
1983년 자그레브에서 태어났다. 1999년 안톤과 함께 트랩 사격을 시작했으며 1년만에 크로이타 주니어 트랩 사격 국가대표로 발탁되었다.
2001년 크로아티아 성인 국가대표로 발탁되었으며 2005년 5월 이탈리아 로나토에서 열린 세계 산탄총 선수권 대회에서 이탈리아의 마시모 파브리치와 마시밀리아노 몰라의 뒤를 이어 남자 트랩 부문 동메달을 획득했다.

## 개인사
2살 위 형인 안톤 글라스노비치도 크로아티아 국가대표 트랩 사격 선수이다.